# Spindasis sabulosa
Spindasis sabulosa är en fjärilsart som beskrevs av Hawker-smith 1929. Spindasis sabulosa ingår i släktet Spindasis och familjen juvelvingar. Inga underarter finns listade i Catalogue of Life.